# Estrazione mineraria dell'uranio in Francia

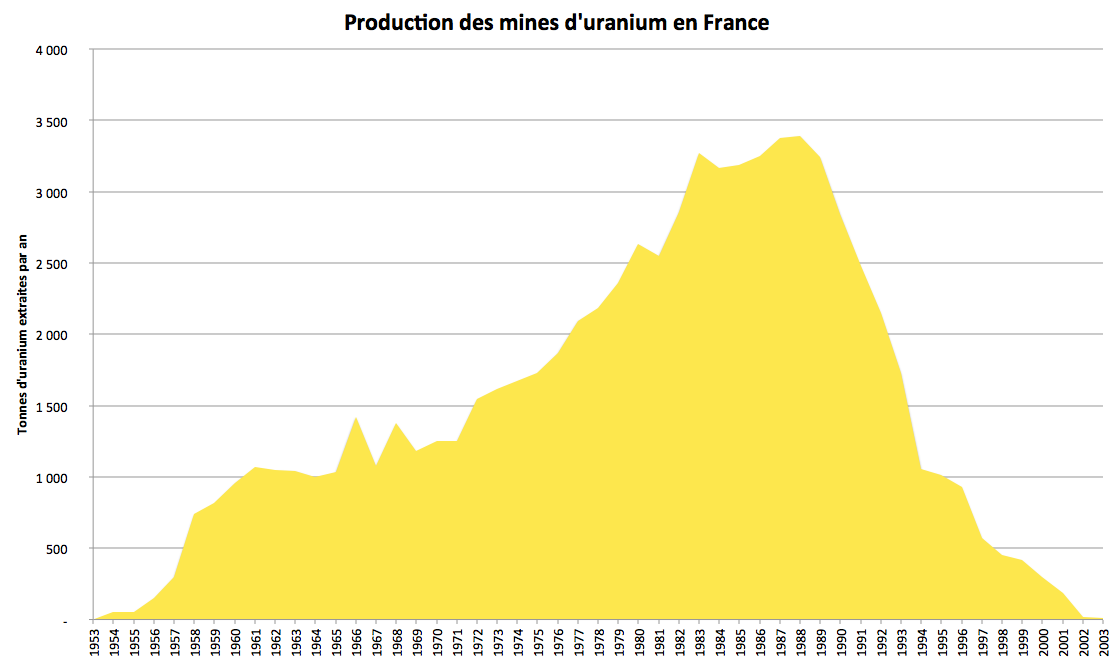
Produzione di uranio dalle miniere in Francia, dal 1953 al 2002. Produzione totale cumulativa: 75.965 tonnellate

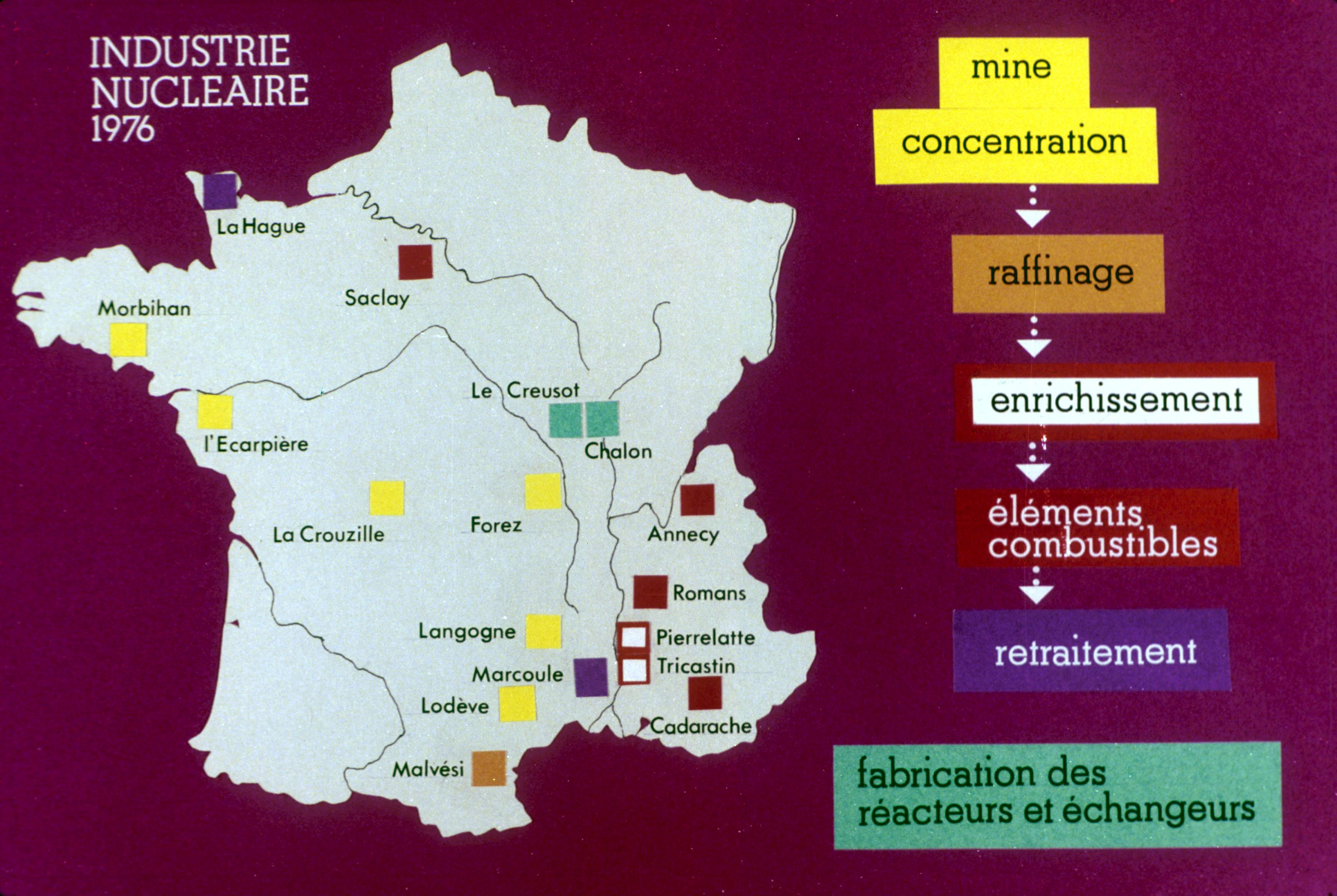
Mappa della Francia dell'industria nucleare nel 1976

In Francia, circa 210 miniere di uranio sono state sfruttate sul territorio nazionale, tra il 1945 e il 2001. Tutti questi siti hanno rappresentato una produzione di circa 76.000 tonnellate di uranio.

## Storia
Avendo fatto la scelta di diventare una potenza nucleare, sia civile che militare, la Francia ha cercato sin dal 1940 di garantire la propria autosufficienza per l'uranio.
I più ricchi giacimenti francesi hanno da 1 a 5 chilogrammi di uranio per tonnellata di minerale, ma in condizioni operative difficili (miniere sotterranee) e con un'opposizione locale a volte molto forte. Queste miniere sono state aperte e sfruttate, principalmente dal CEA, e dal 1976 dalla sua controllata COGEMA, con alcune compagnie private.
In Francia, l'estrazione è partita subito dopo la Seconda guerra mondiale (con la creazione, il 18 ottobre 1945, da parte del generale de Gaulle, del Commissariato per l'Energia Atomica). Nel 1976, il CEA cede lo sfruttamento dei suoi giacimenti metropolitani alla COGEMA.
Il massimo della produzione è stato raggiunto negli anni '80, poi questa industria declina fino alla chiusura della miniera di Jouac in Alta Vienne nel 2001, mentre l'estrazione è stata delocalizzata, in particolare in Niger. Il principale deposito conosciuto, e non ancora sfruttato sul territorio nazionale, corrisponde al sito di Coutras, in Aquitania, dove la COGEMA ha evidenziato un potenziale di 20.000 tonnellate (o lo 0,5% del totale mondiale), ma con pochi siti sufficientemente redditizi.
I vecchi siti sono quasi tutti sotto la responsabilità di Areva NC. 210 siti di esplorazione o estrazione (di cui solo 20 hanno prodotto oltre 1.000 t di uranio), nonché siti di lavorazione del minerale (8 siti con impianti), siti di stoccaggio di residui di lavorazione (15 siti). Questi siti potenzialmente pericolosi sono distribuiti su 25 dipartimenti e sono censiti dalla base dati Mimausa dell'IRSN.
Questi siti hanno fornito 52 milioni di tonnellate di minerali, tra cui 76.000 tonnellate di uranio, e lasciato circa 166 milioni di tonnellate di rocce radioattive e 51 milioni di tonnellate di rifiuti di lavorazione.
Il museo Urêka inaugurato nel luglio 2013 ripercorre la storia dell'industria nucleare in Francia, le tecniche di prospezione, di estrazione dell'uranio, di lavorazione del minerale e dei rifiuti radioattivi e di riqualificazione dei siti, sottolineando la storia locale del Limosino.

## Ubicazione delle miniere
Tutti i siti di estrazione dell'uranio sono censiti sulla base dati del programma Mimausa, istituito dall'Istituto per la radioprotezione dalle radiazioni e la sicurezza nucleare.

## Giacimenti
La maggior parte dei giacimenti sono situati:
- nel Massiccio Centrale e in particolare nel Limosino, nel dipartimento di Alta Vienne dove erano i siti più produttivi, e che da solo ha contato fino a cinquanta miniere in funzione. Altre miniere erano in Linguadoca-Rossiglione (Hérault e Lozère), in Rodano-Alpi (nel dipartimento della Loira), in Alvernia (ad ovest e sud-est dell'Allier e nel Cantal), così come in Aveyron e in Morvan;
- in Vandea (divisione mineraria della Vandea, che deborda nei dipartimenti delle Deux-Sèvres, della Loira Atlantica e del Maine e Loira);
- in Bretagna, 22 siti sono stati sfruttati nel Morbihan tra il 1956 e il 1984[6][7][8][9];
- in Alsazia.

Altri depositi più localizzati sono stati puntualmente sfruttati nelle Alpi meridionali o nell'Aquitania settentrionale.

## Lavorazione
Le miniere di uranio e gli impianti di concentrazione, tutti associati a una miniera, erano situati a:
- Bessines (La Crouzille, Alta Vienne): questo impianto tratta i minerali della Divisione di Crouzille provenienti dalle miniere di Margnac, Brugeaud, Fanay / Sagnes e Fraisse, Bellezane;
- Jouac / The Bernardan (Alta Vienne);
- Le Bosc (Hérault);
- Gueugnon (Saona e Loira): impianto per la lavorazione del minerale chimico aperto nel 1955;
- I Bois-Noirs (a Saint-Priest-la-Prugne, nel dipartimento della Loira, arrondissement di Roanne, cantone di Saint-Just-en-Chevalet), giacimento scoperto intorno al 1951, in seguito alle scoperte e poi allo sfruttamento dei giacimenti di Lachaux (Puy-de-Dôme) in 1949 e Grury (Saona e Loira). Nel 2015, AREVA ha annunciato l'abbandono del suo progetto di riqualificazione del sito uranifero dei Bois-Noirs[10], il cui sito è stato chiuso nel 1990. L'impianto è stato aperto nel 1960 dalla Divisione Forez / Grury; sostituisce l'impianto di Gueugnon per questa divisione, che possiede anche la miniera de Grury (Saona e Loira). La divisione Miniere du Forez viene chiusa in seguito all'esaurimento del giacimento dei Bois-Noir nel 1981[11];
- The Cellier (Loira Atlantica);
- Saint-Pierre (Cantal);
- Miniera dell'Écarpière a Gétigné (impianto situato nella regione della Loira Atlantica che lavora i minerali della Divisione mineraria della Vandea, che gestisce le miniere dell'Écarpière, della Commanderie[12], dello Chardon e della Chapelle-Largeau. La miniera dell'Écarpière si trova nella Loira Atlantica vicino al Maine e Loira), gestito da AREVA NC, chiuso nel 1990 e da allora ristrutturato. Cumulo di 11 milioni di tonnellate di residui radioattivi di elevata radiotossicità secondo tre studi commissionati dal 1991 al 1993 dal comune al CRIIRAD[13].
- La miniera della Baconnière, a Roussay, è oggi inondata, e secondo la CRIIRAD fonte di contaminazione radioattiva dell'ambiente[13].
- La miniera dello Chardon a Gorges, chiusa nel 1991, è parzialmente inondata, con almeno una risorgiva[13].

Lavorazioni sommarie (lisciviazione su aree ristrutturate) hanno avuto luogo in altri 9 siti.
Vi sono poi quindici cumuli di sterile riconosciuti dall'IRSN, tra cui - in aggiunta agli 8 siti menzionati sopra - a:
- Bellezane (Alta Vienne)
- Montmassacrot (Alta Vienne)
- Bertholène (Aveyron)
- Rophin (Puy-de-Dôme)
- La Ribière (Creuse)
- La Commanderie (Vandea e Deux-Sèvres)
- Teufelsloch (Alto Reno)

Altri siti sono monitorati per essere stati dedicati all'estrazione (sotterranei o aperti, scavo per siti più piccoli), anche nelle Alpi e in Aquitania.